# مريمة الجديدة (سيئون)
'

تعديل مصدري - تعديل

مريمة الجديدة هي إحدى قرى عزلة سيئون بمديرية سيئون التابعة لمحافظة حضرموت، بلغ تعداد سكانها 3319 نسمة حسب تعداد اليمن لعام 2004.